# Verhinderungsbetreuer
Ein Verhinderungsbetreuer ist in Deutschland ein Betreuer, der zusätzlich zu einem bereits bestellten Betreuer seitens des Betreuungsgerichtes für bestimmte Situationen bestellt werden kann. Rechtsgrundlage ist § 1817 Abs. 4 BGB.
Bis zum 1. Januar 2023 kannte das Gesetz keine offizielle Bezeichnung dieser Funktion eines Betreuers; in der Praxis hatte sich die Bezeichnung Verhinderungsbetreuer eingebürgert. Mit der Betreuungsrechtsreform 2023 führte der Gesetzgeber die bislang schon informell etablierten Bezeichnungen auch als amtliche Bezeichnungen im Gesetz ein. Seitdem wird nur noch der Betreuer, der wegen tatsächlicher Verhinderung bestellt wird, im Gesetz als Verhinderungsbetreuer bezeichnet. Der Betreuer, der wegen rechtlicher Verhinderung bestellt wird, heißt demgegenüber Ergänzungsbetreuer, um die Nähe zum Ergänzungspfleger zu betonen und die unterschiedliche Funktion der beiden Personengruppen besser darzustellen.

## Rechtliche Verhinderung des Betreuers
Ein Verhinderungsbetreuer kann bestellt werden, wenn der Betreuer in eigener Person ein Rechtsgeschäft mit dem Betreuten nicht abschließen kann (verbotenes Insichgeschäft, § 181 BGB) oder wenn der Betreuer wegen eines Rechtsgeschäftes zwischen dem Betreuten und dem Ehegatten, Lebenspartner oder Verwandten des Betreuers (in gerader Linie) verhindert ist.
Des Weiteren bestehen weitere Vertretungshindernisse, die in § 1795 Abs. 1 Nr. 2 und 3 genannt sind. Rechtlich verhindert dürfte der Betreuer auch sein, wenn der Betreute ihn wegen Pflichtverletzungen (§ 1833 i. V. m. § 1908i BGB) belangen will oder im umgekehrten Fall der Betreuer gegen den Betreuten Erb- oder Pflichtteilsansprüche oder Schadensersatzansprüche nach § 823 oder § 812 BGB geltend machen will. Außerdem kann das Gericht dem Betreuer gemäß § 1796 BGB die Vertretungsmacht für einzelne Angelegenheiten entziehen, insbesondere, weil ein Interessenkonflikt droht.
Die Bestellung des Verhinderungsbetreuers, der in diesem Falle auch als Ergänzungsbetreuer bezeichnet wird (um die Nähe zur Ergänzungspflegschaft des § 1909 BGB zu betonen), wird sich in der Regel auf einen kleinen, näher bezeichneten Aufgabenkreis, z. B. den Abschluss eines bestimmten Rechtsgeschäftes oder die Führung eines bestimmten Prozesses, beziehen. Die Aufgaben des Ergänzungsbetreuers, und damit der Umfang der vergütungsfähigen Tätigkeiten, reichen nur so weit, wie die Verhinderung des eigentlichen Betreuers gegeben ist.
Die Ergänzungsbetreuung endet nicht kraft Gesetzes mit der Erledigung des Rechtsgeschäftes, an der der eigentliche Betreuer verhindert war bzw. mit dessen Wiederherstellung der Geschäftsfähigkeit. Die Ergänzungsbetreuung ist daher gemäß § 1908d Abs. 1 BGB ausdrücklich aufzuheben (zum Betreuungsverfahren siehe § 294 Abs. 1 FamFG).

## Tatsächliche Verhinderung des Betreuers
Die Verhinderung des Betreuers kann jedoch auch auf tatsächlichen Gründen beruhen, z. B. Krankheit oder Urlaub. In diesem Fall ist zur gleichen Zeit immer nur entweder der Betreuer oder der Verhinderungsbetreuer tätig. Diese Form der Verhinderungsbetreuung wird in der Praxis auch Vertretungsbetreuung genannt.
Wichtigste Anwendung der Verhinderungsbetreuung bei tatsächlicher Verhinderung dürfte die urlaubsbedingte Nichterreichbarkeit des Betreuers sein. Jedoch auch Krankheit des Betreuers kann tatsächliche Verhinderung sein. Die Kontroverse in der Literatur, ob eine Vertretungsbetreuung aus tatsächlichen Gründen überhaupt zulässig ist, hat sich durch die ausdrückliche Erwähnung in § 1899 Abs. 4 Satz 2 BGB seit 1. Juli 2005 erledigt. Einige Gerichte meinen, eine solche Verhinderungsbetreuung sei nur für einen konkret bevorstehenden Verhinderungsfall zulässig.
Dies ist nicht praktikabel; zulässig ist auch, für alle künftigen (tatsächlichen) Verhinderungsfälle einen Ersatzbetreuer zu bestellen. Die tatsächliche Verhinderung wird in der Regel einen längeren Zeitraum (mehrere Wochen oder Monate) ausmachen, kann aber auch einzelne Tage betreffen, wenn bereits ein Verhinderungsbetreuer für den Fall späterer Verhinderung bestellt ist und sich durch ein konkretes und dringendes Handlungserfordernis herausstellt, dass der eigentliche Betreuer unerreichbar ist.

## Berufliche Verhinderungsbetreuung
Der Verhinderungsbetreuer kann (ebenso wie der verhinderte Hauptbetreuer) Berufsbetreuer sein. § 1899 Abs. 1 BGB schließt dies auch in der Neufassung (seit 1. Juli 2005) nicht aus. Die Vergütungsansprüche sind bei den beiden Verhinderungssituationen jedoch unterschiedlich:
Ist die Verhinderung rechtlicher Art, hat der Verhinderungsbetreuer Anspruch auf Vergütung und Aufwendungsersatz entsprechend dem nachgewiesenen Zeit- und Sachaufwand. Der Stundensatz beträgt nach § 6 i. V. m. § 3 VBVG 19,50 €, bei Fachkenntnissen aufgrund Berufsausbildung 25,00 €, aufgrund Studienabschluss 33,50 €, jeweils zzgl. Umsatzsteuer.
Bei tatsächlicher Verhinderung ist nicht Aufwendungsersatz nach § 1835 BGB und Vergütung nach § 3 VBVG für tatsächliche Tätigkeiten, sondern die pauschale Vergütung nach § 4, § 5 VBVG zu bewilligen. Der Stundensatz ist hier je nach Vorliegen betreuungsspezifischer Fachkenntnisse bei 27,00 € / 33,50 € / 44,00 € anzusetzen. Der Stundensatz beinhaltet Barauslagenersatz nach § 1835 Abs. 1 BGB sowie etwaige Umsatzsteuer.